# Emílio Sumbelelo
Emílio Sumbelelo (ur. 5 marca 1964 w Cubal) – angolski duchowny rzymskokatolicki, od 2019 biskup Viana.

## Życiorys
Święcenia prezbiteratu otrzymał 4 sierpnia 1991 i został inkardynowany do diecezji Benguela. Przez kilka lat pracował jako duszpasterz parafialny, był także m.in. dyrektorem diecezjalnej szkoły dla katechistów oraz wikariuszem sądowym.
1 grudnia 2006 został mianowany biskupem koadiutorem Uije. Sakry biskupiej udzielił mu 25 lutego 2007 bp Óscar Braga. 2 lutego 2008 objął urząd biskupa diecezjalnego.
11 lutego 2019 otrzymał nominację na biskupa diecezji Viana, zaś 28 kwietnia 2019 kanonicznie objął rządy.